# バルバラ・マルティン
バルバラ・マルティン（ドイツ語: Bärbel Martin、1940年11月10日 - ）は、ドイツ出身のフィギュアスケート選手（女子シングル）。1960年スコーバレーオリンピック東西統一ドイツ代表。

## 主な戦績
| 大会/年        | 1958-59 | 1959-60 | 1960-61 |
| -------------- | ------- | ------- | ------- |
| オリンピック   |         | 14      |         |
| 世界選手権     |         | 17      |         |
| 欧州選手権     | 17      | 15      |         |
| 西ドイツ選手権 | 2       | 1       | 2       |